# MiMo (casa discografica)
La MiMo (o Mimo) è stata una casa discografica italiana, attiva tra la fine degli anni sessanta e la prima metà degli anni settanta.
Le edizioni musicali omonime, nate nel 1968, le sopravviveranno per molti anni a venire.

## Storia
La MiMo deve il suo nome alle iniziali dei cognomi dei due fondatori, Franco Migliacci e Gianni Morandi, che diedero anche vita alle edizioni musicali Mimo.
L'etichetta era distribuita dalla RCA Italiana, e tra gli artisti che pubblicò sono da ricordare il gruppo femminile Le Voci Blu, il cantautore Mauro Lusini e il complesso di rock progressivo Forum Livii.

## Dischi
La datazione qui riportata si basa sull'etichetta del disco o sulla copertina; qualora nessuno di questi elementi abbia una datazione, è basata sulla numerazione del catalogo; talora è, infine, basata sul codice della matrice di stampa. Se esistenti, sono riportati, oltre all'anno, il mese e il giorno (quest'ultimo dato si trova, a volte, stampato sul vinile).

### 33 giri
| Numero di catalogo | Anno        | Interprete                                    | Titoli                 |
| ------------------ | ----------- | --------------------------------------------- | ---------------------- |
| ZSKM 55027         | 1971        | Ubaldo Continiello e la sua orchestra         | Un mondo...di successi |
| ZSLM 55087         | 1972        | Le Voci Blu                                   | Le Voci Blu            |
| ZSLM 55097         | Giugno 1972 | Carlo Loffredo e la sua New Orleans Jazz Band | Creola                 |
| DZSLM 55126        | 1972        | Laura Efrikian                                | Amore scrivimi         |

### 45 giri
| Numero di catalogo | Anno | Interprete        | Titoli                                                |
| ------------------ | ---- | ----------------- | ----------------------------------------------------- |
| ZM 50054           | 1970 | Le Voci Blu       | Sitar/Emanuela Gianna Luisella                        |
| ZM 50096           | 1970 | Mauro Lusini      | America primo amore/Il corvo impazzito                |
| ZM 50097           | 1971 | Le Voci Blu       | Una vecchia foto/Cosa non pagherei                    |
| ZM 50169           | 1971 | Adriano Monteduro | Non è felicità/Tempo di andare                        |
| ZM 50197           | 1971 | I Cockers         | Frennesia/Alleria                                     |
| ZM 50198           | 1971 | Daniela Casa      | Uomo/Poesia                                           |
| ZM 50199           | 1972 | Forum Livii       | Space dilemma/Homesick                                |
| ZM 50203           | 1972 | Mauro Lusini      | Non sono San Francesco/Tutti i sogni                  |
| ZM 50204           | 1972 | Lally Cochran     | Smiles, Lots Of Gentle Smiles/Sweet Dreams Of A Clown |
| ZM 50216           | 1972 | Le Voci Blu       | Senti..sentimenti/Revival day                         |
| ZM 50256           | 1972 | Sergio Leonardi   | Galera/Fumetto a colori                               |
| ZM 50258           | 1972 | Mauro Lusini      | E le stelle.../Notte di luna bianco latte             |
| ZM 50271           | 1972 | Forum Livii       | Riverside/Mary                                        |